# Nixonia

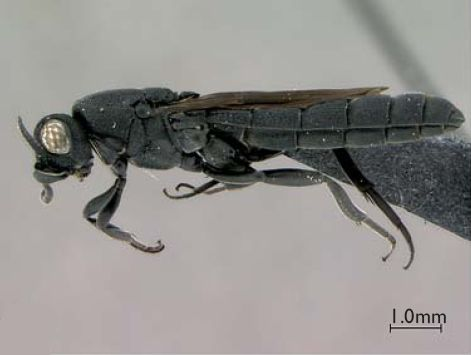
Nixonia masneri w widoku bocznym

Nixonia – rodzaj błonkówek z infrarzędu owadziarek, jedyny z monotypowej rodziny Nixoniidae. Obejmuje 16 opisanych gatunków. Występują w Afryce i orientalnej części Azji. Są parazytoidami jaj prostoskrzydłych.

## Morfologia
Błonkówki te osiągają od 4 do 9 mm długości ciała, co stanowi rozmiary średnie do dużych na tle nadrodziny. Budowę mają przysadzistą i walcowatą, umiarkowanie wydłużoną. Ubarwienie mają głównie czarne, czasem miejscami rude, rzadko z żółtymi znakami. Oskórek pokryty jest matową mikrorzeźbą oraz grubą rzeźbą makroskopową. Obie płcie są długoskrzydłe, a dymorfizm płciowy zaznaczony jest stosunkowo słabo.
Prawie kulista, lekko w widoku grzbietowym poprzeczna głowa ma różnie rozwinięte żeberko potyliczne, zaokrąglone ciemię, stykające się z nagimi i dużymi oczami złożonymi lub blisko nich położone przyoczka boczne, sklepione czoło bez wcisku i wachlarzowatych rowków, rozbieżne brzusznie krawędzie wewnętrzne oczu, szeroko-poprzeczny i płaski do lekko wklęśniętego nadustek, szeroko zaokrąglone i wypukłe policzki, pięcioczłonowe głaszczki szczękowe oraz dwuczłonowe głaszczki wargowe. Nie występują bruzdy malarne oraz żeberka nadpotyliczne, pośrodkowe i orbitalne. Żuwaczki mają dwa zęby, rzadko jeden. U obu płci czułki buduje czternaście członów; u samca na członie czwartym i piątym, a czasem także na członach kolejnych, ale nie dalszych niż ósmy obecne są tyloidy; u samicy brodawkowate narządy zmysłowe rozmieszczone są w parach poprzecznych na wierzchołkowych członach, co jest cechą unikalną na tle nadrodziny.
Walcowata, wysoka, dłuższa niż szeroka mezosoma ma nieco spłaszczony wierzch. Przedplecze ma zaokrąglone kąty przednio-boczne, silnie rozbudowane i wypukłe boki oraz porośniętą szczecinkami bruzdę szyjną, pozbawione jest natomiast bruzd epomialnych oraz żeberek poprzecznego i barkowych. Wrzecionowaty, brzusznie otwarty netrion jest tak szeroki jak tegule. Na półowalnej, mniej więcej tak szerokiej jak długiej tarczy śródplecza brak skafionu i notauli, natomiast często obecne są linie parapsydalne. Półkolista do nieco szerszej niż dłuższej tarczka śródplecza ma wypukłą powierzchnię, czasem z pośrodkowym wciskiem. Na dużych mezopleurach leżą głębokie i szerokie wciski, brak zaś na nich żeberek. Mezepisternity pozbawione są linii transepisternalnych. Wykształcony jest szew mezepimeralny. Na wąskim zapleczu dostrzec można słabo wydzielone dorsellum. Użyłkowanie skrzydła przedniego cechuje się żyłką radialną nieoddzieloną przerwą od żyłek bardziej odsiebnych, przeciętnie długą żyłką stygmalną (r-rs) oraz krótką i nieosiągającą brzegu kostalnego żyłką R1. Odnóża są stosunkowo krótkie, mocno zbudowane, zaopatrzone w przedudzia. Golenie przedniej pary mają po jednej, a pozostałych par po dwóch ostrogach; ostatnia para goleni ma dwa drobne kile podłużne. Stopy wszystkich par są pięcioczłonowe, o niezmodyfikowanych pazurkach. Pozatułów ma drobno i gęsto owłosiony wierzch, wyniesione kile środkowe zlane w pośrodkowy, na szczycie odgięty ku dołowi ząb oraz gładką i łysą powierzchnię tylną.
Walcowata metasoma jest dłuższa niż reszta ciała. U samic widocznych jest sześć, a u samców siedem tergitów i sternitów. Wszystkie segmenty z wyjątkiem siódmego u samców są podobnej długości. Szwy między sternitami i tergitami mają poprzeczne wciski. Laterotergity są wąskie, zaś laterosternitów całkiem brak. Pierwszy sternit nie jest bocznie zwarty i nie sięga ku przodowi między tylne biodra. Szósty tergit samicy jest spłaszczony i na tylnej krawędzi wcięty, zaś siódmy tergit samca na szczycie zaokrąglony.

## Ekologia i występowanie
Błonkówki te są idiobiontycznymi parazytoidami zewnętrznym jaj owadów z rzędu prostoskrzydłych, przy czym żywiciel znany jest tylko w przypadku N. watshami i jest nim Acanthoplus discocidalis z rodziny pasikonikowatych.
Owady te zamieszkują krainy etiopską i orientalną, sięgając też do palearktycznej Afryki Północnej. Największą różnorodność osiągają w Afryce Subsaharyjskiej, zwłaszcza w jej południowej części. W krainie orientalnej zasięgiem obejmują Indie, Sri Lankę i Indochiny.

## Taksonomia i ewolucja
Rodzaj ten wprowadzony został w 1958 roku przez Lubomíra Masnera na łamach „Proceedings of the Royal Entomological Society of London”. Nazwę rodzajową nadano na cześć Gilberta E.J. Nixona. Jedynym zaliczonym wówczas do owego rodzaju gatunkiem była opisana w tej samej publikacji Nixonia pretiosa. Kolejne gatunki opisywali w 1970 roku L. Masner, w 2006 roku Norman F. Johnson i L. Masner oraz w 2009 roku Simon van Noort i N.F. Johnson.
Masner w chwili opisu zaliczył omawiany rodzaj do podrodziny Scelioninae w obrębie Scelionidae, zaznaczając jednak, że Nixonia niemal nie przypomina żadnych współczesnych Scelionidae i bardziej podobna jest już do wymarłych Archaeoscelio i Proteroscelio, i od nich jednak różniąc się znacząco. W 1976 roku Masner umieścił omawiany rodzaj w monotypowym plemieniu Nixoniini, które reprezentować miało najbardziej plezjomorficzny charakter spośród Scelioninae. W 2012 roku plemię to wyniesione zostało do rangi osobnej rodziny przez Ryana McKellara i Michaela S. Engela, ale już w 2014 roku ci sami autorzy w publikacji współautorstwa Jaimego Ortegi-Blanco potraktowali ów takson jako plemię o niepewnej pozycji w obrębie Platygastroidea.
Ponownego wyniesienia Nixoniini do rangi rodziny dokonali w 2021 roku Chen Huayan i inni na podstawie wyników analiz filogenetycznych. W wynikach analizy czterogenowej i łączonej analizy morfologiczno-czterogenowej Nixoniidae zajęły pozycję siostrzaną względem Geoscelionidae, natomiast w wynikach analizy filogenomowej nieuwzględniającej Geoscelionidae znalazły się w pozycji siostrzanej do Neuroscelionidae.
Do rodzaju należy 16 opisanych gatunków:
- Nixonia atra Masner, 1970
- Nixonia bini Johnson et Masner, 2006
- Nixonia corrugata Johnson et Masner, 2006
- Nixonia elongata Johnson et Masner, 2006
- Nixonia flavocincta Johnson et Masner, 2006
- Nixonia gigas Johnson et Masner, 2006
- Nixonia krombeini Johnson et Masner, 2006
- Nixonia lamorali Johnson et Masner, 2006
- Nixonia masneri van Noort et Johnson, 2009
- Nixonia mcgregori van Noort et Johnson, 2009
- Nixonia pecki Johnson et Masner, 2006
- Nixonia pretiosa Masner, 1958
- Nixonia priesneri Johnson et Masner, 2006
- Nixonia sicaria Johnson et Masner, 2006
- Nixonia stygica Johnson et Masner, 2006
- Nixonia watshami Johnson et Masner, 2006